# 노보데비치 수녀원

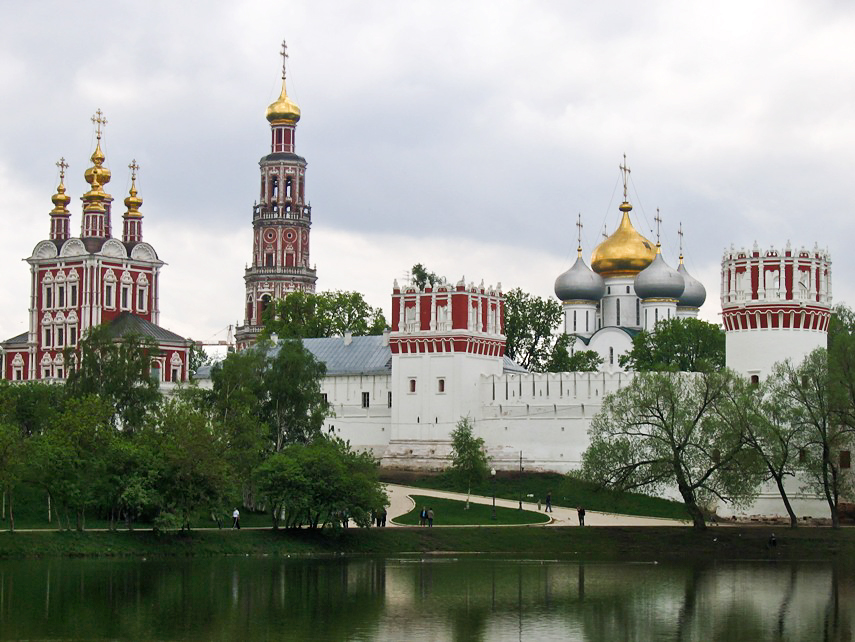
노보데비치 수도원

노보데비치 수녀원(러시아어: Новоде́вичий монасты́рь)은 러시아 모스크바에 있는 정교회 수녀원으로, 모스크바에서 유명한 수도원 중 하나이다. 2004년에 유네스코 세계유산에 등록되었다.

## 건축물
이 수도원의 가장 중요한 건물은 1524년부터 1525년에 걸쳐 건설된 스몰렌스크의 성모 성당이다. 6개의 기둥과 5개의 돔 지붕으로 구성되어 있다. 스몰렌스크의 성모 성당 이외에도 이 수도원에는 여러 교회가 남아있다. 많은 교회가 1680년대에 건설되었다.